# Agence des communications de la Maison-Blanche
L'Agence des communications de la Maison-Blanche (en anglais White House Communications Agency ou WHCA) fournit les communications et leur support technique pour le président des États-Unis, le vice-président, les principaux cadres du bureau exécutif du président, le Conseil de sécurité nationale, le Secret Service et d'autres services dirigés par le bureau militaire de la Maison-Blanche.
Ce service comprend les communications voix non sécurisées, les communications voix sécurisées, l'enregistrement des communications, des services audio-visuels et photographiques, la télématique et des services de rédaction, aussi bien à Washington que partout dans le monde lorsque le président ou des membres de son équipe se déplacent. 

## Historique

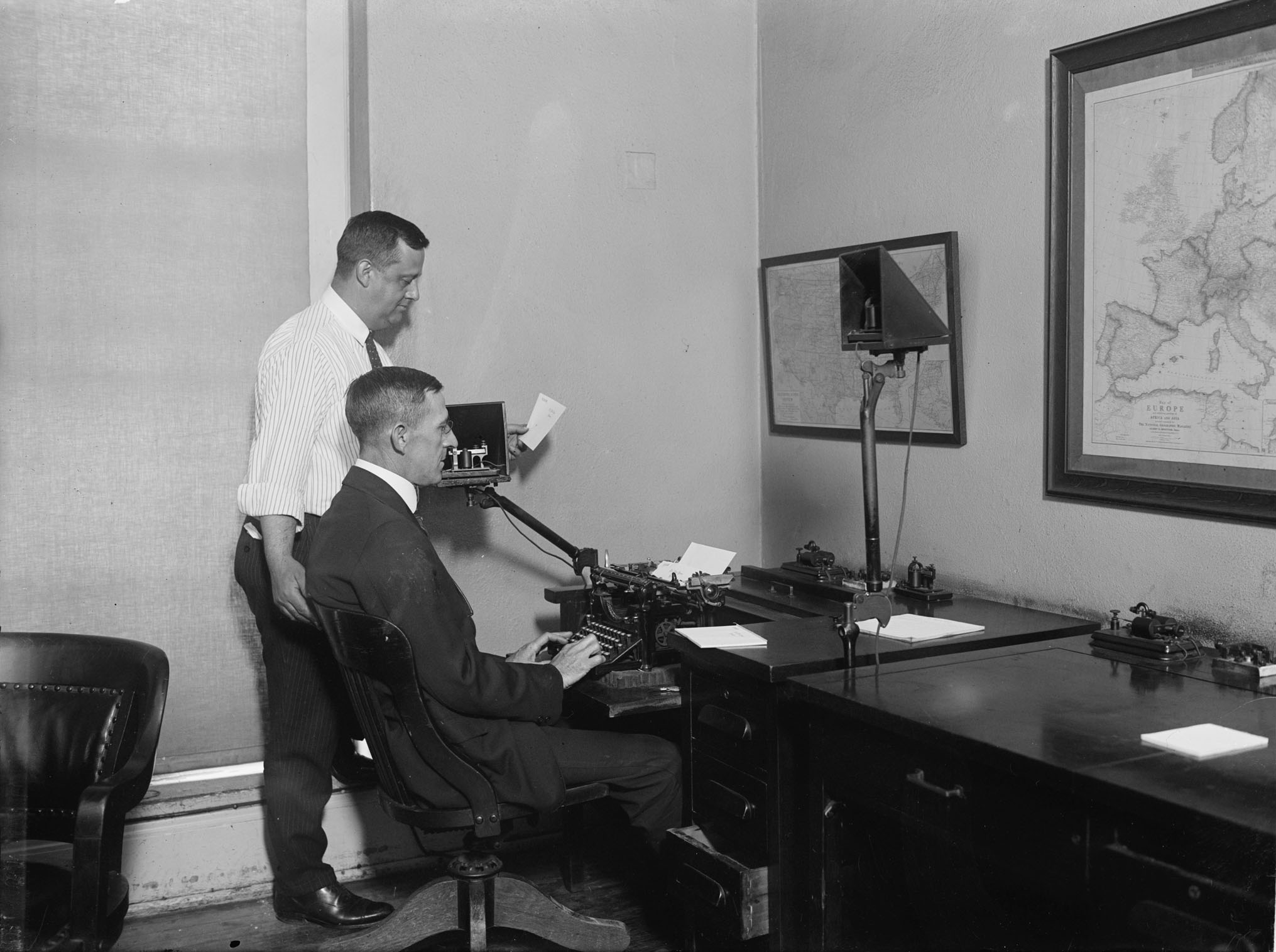
Installation télégraphique, 1923

À l'origine connue sous le nom de Détachement de signalisation de la Maison-Blanche (White House Signal Detachment ou WHSD), il a été créé officiellement par le département de la Guerre des États-Unis le 25 mars 1942, sous la présidence de Franklin Delano Roosevelt, pour fournir les capacités nécessaires pour les communications usuelles et d'urgence pour le président, quelques mois après l'entrée en guerre des États-Unis. Le WHSD fournissait alors une radio mobile, un téléscripteur, un téléphone et des aides pour la cryptographie pour la Maison-Blanche et Shangri-La, maintenant connu sous le nom de Camp David. La mission du WHSD était de fournir un système de communications permettant au président de diriger la nation de manière efficace.
En 1954, sous l'administration Eisenhower, le WHSD fut réorganisé sous le Office of the Chief Signal Officer, dépendant de l'Army Signal Corps et renommé White House Army Signal Agency (WHASA). En 1962, la WHASA fut abandonnée par ordre du secrétaire à la Défense, sous la présidence de John Fitzgerald Kennedy et ses fonctions furent transférées sous les auspices de l'Agence des communications de la Défense sous le contrôle opérationnel du Bureau militaire de la Maison-Blanche, puis rétabli comme Agence de communications de la Maison-Blanche.
La WHCA a joué un rôle non remarqué mais significatif lors de plusieurs évènements historiques dont la Seconde Guerre mondiale, la guerre de Corée, la guerre du Viêt Nam, l'intervention au Panama, les opérations Desert Shield et Desert Storm ou Restore Hope en Somalie. WHCA fut aussi un acteur clé dans la documentation de l'assassinat de John F. Kennedy et les tentatives sur Gerald Ford et Ronald Reagan.

## Organisation
L'agence a évolué au cours des 60 dernières années d'une petite équipe de 32 personnes travaillant dans les sous-sols de la Maison-Blanche à plus de mille personnes. Ses quartiers généraux se situent sur la base navale d'Anascostia et se compose de six catégories de personnel et sept unités différentes. La WHCA possède aussi des détachements de support à Washington et dans d'autres lieux à travers les États-Unis.

## Source
- (en) Cet article est partiellement ou en totalité issu de l’article de Wikipédia en anglais intitulé « White House Communications Agency » (voir la liste des auteurs).